# Gran Premi Ciclista de Quebec 2022
El Gran Premi Ciclista de Quebec 2022 fou l'onzena edició del Gran Premi Ciclista del Quebec. La cursa es disputà el 9 de setembre de 2022. La cursa formava part de l'UCI World Tour 2022.
El vencedor fou el francès Benoît Cosnefroy (AG2R Citroën Team), que s'imposà en arribar en solitari a l'arribada. Michael Matthews (Team BikeExchange-Jayco) i Biniam Girmay (Intermarché-Wanty-Gobert Matériaux) completaren el podi.

## Participants
En aquesta edició hi van prendre part 21 equips: els 18 equips World Tour, dos UCI ProTeams i una selecció nacional.
| WorldTeams (18)- AG2R Citroën Team - Astana Qazaqstan Team - Bahrain Victorious - BikeExchange-Jayco - Bora-Hansgrohe - Cofidis - Team DSM - EF Education-EasyPost - Groupama-FDJ - Ineos Grenadiers - Intermarché-Wanty-Gobert Matériaux - Israel-Premier Tech - Jumbo-Visma - Lotto-Soudal - Movistar Team - Quick-Step Alpha Vinyl - Trek-Segafredo - UAE Team Emirates ProTeams (2)- Arkéa-Samsic - TotalEnergies Equip nacional- Canadà |
| |

## Classificació final
| \| Classificació general \| Classificació general \| Classificació general \| Classificació general \| Classificació general \| \| Corredor \| Corredor \| Equip \| Temps \| \| \| --------------------- \| ----------------------------- \| ---------------------------------- \| --------------------- \| --------------------- \| \| 1r \| Benoît Cosnefroy \| AG2R Citroën Team \| 4h 46' 56" \| \| \| 2n \| Michael Matthews \| BikeExchange-Jayco \| + 4" \| \| \| 3r \| Biniam Girmay \| Intermarché-Wanty-Gobert Matériaux \| + 4" \| \| \| 4t \| Wout van Aert \| Jumbo-Visma \| + 4" \| \| \| 5è \| Iván García Cortina \| Movistar Team \| + 4" \| \| \| 6è \| Mikkel Frølich Honoré \| Quick-Step Alpha Vinyl \| + 4" \| \| \| 7è \| Adam Yates \| Ineos Grenadiers \| + 4" \| \| \| 8è \| Alberto Bettiol \| EF Education-EasyPost \| + 4" \| \| \| 9è \| Diego Ulissi \| UAE Team Emirates \| + 4" \| \| \| 10è \| Warren Barguil \| Arkéa-Samsic \| + 4" \| \| \| 11è \| Matis Louvel \| Arkéa-Samsic \| + 4" \| \| \| 12è \| Peio Bilbao López de Armentia \| Bahrain Victorious \| + 4" \| \| \| 13è \| Greg Van Avermaet \| AG2R Citroën Team \| + 4" \| \| \| 14è \| Toms Skujiņš \| Trek-Segafredo \| + 4" \| \| \| 15è \| Alexander Kamp \| Trek-Segafredo \| + 4" \| \| \| 16è \| Jan Tratnik \| Bahrain Victorious \| + 4" \| \| \| 17è \| Ruben Guerreiro \| EF Education-EasyPost \| + 4" \| \| \| 18è \| Sylvain Moniquet \| Lotto-Soudal \| + 4" \| \| \| 19è \| Mauro Schmid \| Quick-Step Alpha Vinyl \| + 4" \| \| \| 20è \| Romain Bardet \| Team DSM \| + 4" \| \| |                               |                                    |            |
| |                               |                                    |            |
| Font: ProCyclingStats |                               |                                    |            |
| Classificació general |                               |                                    |            |
| Corredor | Corredor                      | Equip                              | Temps      |
| 1r | Benoît Cosnefroy              | AG2R Citroën Team                  | 4h 46' 56" |
| 2n | Michael Matthews              | BikeExchange-Jayco                 | + 4"       |
| 3r | Biniam Girmay                 | Intermarché-Wanty-Gobert Matériaux | + 4"       |
| 4t | Wout van Aert                 | Jumbo-Visma                        | + 4"       |
| 5è | Iván García Cortina           | Movistar Team                      | + 4"       |
| 6è | Mikkel Frølich Honoré         | Quick-Step Alpha Vinyl             | + 4"       |
| 7è | Adam Yates                    | Ineos Grenadiers                   | + 4"       |
| 8è | Alberto Bettiol               | EF Education-EasyPost              | + 4"       |
| 9è | Diego Ulissi                  | UAE Team Emirates                  | + 4"       |
| 10è | Warren Barguil                | Arkéa-Samsic                       | + 4"       |
| 11è | Matis Louvel                  | Arkéa-Samsic                       | + 4"       |
| 12è | Peio Bilbao López de Armentia | Bahrain Victorious                 | + 4"       |
| 13è | Greg Van Avermaet             | AG2R Citroën Team                  | + 4"       |
| 14è | Toms Skujiņš                  | Trek-Segafredo                     | + 4"       |
| 15è | Alexander Kamp                | Trek-Segafredo                     | + 4"       |
| 16è | Jan Tratnik                   | Bahrain Victorious                 | + 4"       |
| 17è | Ruben Guerreiro               | EF Education-EasyPost              | + 4"       |
| 18è | Sylvain Moniquet              | Lotto-Soudal                       | + 4"       |
| 19è | Mauro Schmid                  | Quick-Step Alpha Vinyl             | + 4"       |
| 20è | Romain Bardet                 | Team DSM                           | + 4"       |

## Llista de participants
| BikeExchange-Jayco BEX | BikeExchange-Jayco BEX | BikeExchange-Jayco BEX |
| ---------------------- | ---------------------- | ---------------------- |
| Núm                    | Ciclista               | Pos                    |
| 1                      | Michael Matthews (AUS) | 2n                     |
| 2                      | Alexandre Balmer (SUI) | 35è                    |
| 3                      | Kevin Colleoni (ITA)   | DNF                    |
| 4                      | Damien Howson (AUS)    | DNF                    |
| 5                      | Tanel Kangert (EST)    | 94è                    |
| 6                      | Jan Maas (NED)         | 60è                    |
| 7                      | Nick Schultz (AUS)     | 52è                    |

| Jumbo-Visma TJV | Jumbo-Visma TJV               | Jumbo-Visma TJV |
| --------------- | ----------------------------- | --------------- |
| Núm             | Ciclista                      | Pos             |
| 11              | Wout van Aert (BEL)           | 4t              |
| 12              | Pascal Eenkhoorn (NED) (ruta) | 109è            |
| 13              | Tobias Foss (NOR)             | 113è            |
| 14              | Christophe Laporte (FRA)      | 39è             |
| 15              | Timo Roosen (NED)             | 97è             |
| 16              | Tosh Van der Sande (BEL)      | 57è             |
| 17              | Nathan Van Hooydonck (BEL)    | 78è             |

| Ineos Grenadiers IGD | Ineos Grenadiers IGD         | Ineos Grenadiers IGD |
| -------------------- | ---------------------------- | -------------------- |
| Núm                  | Ciclista                     | Pos                  |
| 21                   | Geraint Thomas (GBR)         | 101è                 |
| 22                   | Edward Dunbar (IRL)          | DNF                  |
| 23                   | Daniel Martínez Poveda (COL) | 65è                  |
| 24                   | Kim Heiduk (GER)             | DNF                  |
| 25                   | Luke Rowe (GBR)              | DNF                  |
| 26                   | Ben Swift (GBR)              | 119è                 |
| 27                   | Adam Yates (GBR)             | 7è                   |

| UAE Team Emirates UAD | UAE Team Emirates UAD            | UAE Team Emirates UAD |
| --------------------- | -------------------------------- | --------------------- |
| Núm                   | Ciclista                         | Pos                   |
| 31                    | Tadej Pogačar (SLO)              | 24è                   |
| 32                    | George Bennett (NZL)             | 105è                  |
| 33                    | Rui Alberto Faria da Costa (POR) | 102è                  |
| 34                    | Alessandro Covi (ITA)            | 70è                   |
| 35                    | Davide Formolo (ITA)             | 82è                   |
| 36                    | Ryan Gibbons (RSA)               | 56è                   |
| 37                    | Diego Ulissi (ITA)               | 9è                    |

| Bora-Hansgrohe BOH | Bora-Hansgrohe BOH     | Bora-Hansgrohe BOH |
| ------------------ | ---------------------- | ------------------ |
| Núm                | Ciclista               | Pos                |
| 41                 | Patrick Konrad (AUT)   | 40è                |
| 42                 | Giovanni Aleotti (ITA) | 32è                |
| 43                 | Cesare Benedetti (POL) | 81è                |
| 44                 | Patrick Gamper (AUT)   | 112è               |
| 45                 | Ide Schelling (NED)    | 80è                |
| 46                 | Frederik Wandahl (DEN) | 51è                |
| 47                 | Ben Zwiehoff (GER)     | 93è                |

| Intermarché-Wanty-Gobert Matériaux IWG | Intermarché-Wanty-Gobert Matériaux IWG | Intermarché-Wanty-Gobert Matériaux IWG |
| -------------------------------------- | -------------------------------------- | -------------------------------------- |
| Núm                                    | Ciclista                               | Pos                                    |
| 51                                     | Biniam Girmay (ERI)                    | 3r                                     |
| 52                                     | Sven Erik Bystrøm (NOR)                | 28è                                    |
| 53                                     | Théo Delacroix (FRA)                   | 86è                                    |
| 54                                     | Andrea Pasqualon (ITA)                 | 74è                                    |
| 55                                     | Baptiste Planckaert (BEL)              | DNF                                    |
| 56                                     | Loïc Vliegen (BEL)                     | 41è                                    |
| 57                                     | Georg Zimmermann (GER)                 | DNF                                    |

| Bahrain Victorious TBV | Bahrain Victorious TBV              | Bahrain Victorious TBV |
| ---------------------- | ----------------------------------- | ---------------------- |
| Núm                    | Ciclista                            | Pos                    |
| 61                     | Matej Mohorič (SLO)                 | 54è                    |
| 62                     | Peio Bilbao López de Armentia (ESP) | 12è                    |
| 63                     | Damiano Caruso (ITA)                | 96è                    |
| 64                     | Hermann Pernsteiner (AUT)           | 61è                    |
| 65                     | Jonathan Milan (ITA)                | DNF                    |
| 66                     | Jan Tratnik (SLO)                   | 16è                    |
| 67                     | Matevž Govekar (SLO)                | DNF                    |

| Quick-Step Alpha Vinyl QST | Quick-Step Alpha Vinyl QST  | Quick-Step Alpha Vinyl QST |
| -------------------------- | --------------------------- | -------------------------- |
| Núm                        | Ciclista                    | Pos                        |
| 71                         | Andrea Bagioli (ITA)        | 22è                        |
| 72                         | Josef Černý (CZE)           | 108è                       |
| 73                         | Mikkel Frølich Honoré (DEN) | 6è                         |
| 74                         | James Knox (GBR)            | 66è                        |
| 75                         | Mauro Schmid (SUI)          | 19è                        |
| 76                         | Stan Van Tricht (BEL)       | 47è                        |
| 77                         | Mauri Vansevenant (BEL)     | 53è                        |

| Groupama-FDJ GFC | Groupama-FDJ GFC        | Groupama-FDJ GFC |
| ---------------- | ----------------------- | ---------------- |
| Núm              | Ciclista                | Pos              |
| 81               | Antoine Duchesne (CAN)  | 67è              |
| 82               | David Gaudu (FRA)       | 42è              |
| 83               | Mathieu Ladagnous (FRA) | 83è              |
| 84               | Lewis Askey (GBR)       | 44è              |
| 85               | Anthony Roux (FRA)      | 88è              |
| 86               | Michael Storer (AUS)    | 71è              |
| 87               | Attila Valter (HUN)     | 27è              |

| Cofidis COF | Cofidis COF                 | Cofidis COF |
| ----------- | --------------------------- | ----------- |
| Núm         | Ciclista                    | Pos         |
| 91          | Guillaume Martin (FRA)      | 21è         |
| 92          | Ion Izagirre Insausti (ESP) | DNF         |
| 93          | Alexandre Delettre (FRA)    | 48è         |
| 94          | Eddy Finé (FRA)             | 69è         |
| 95          | Wesley Kreder (NED)         | DNF         |
| 96          | André Carvalho (POR)        | 110è        |
| 97          | Hugo Toumire (FRA)          | 99è         |

| Lotto-Soudal LTS | Lotto-Soudal LTS            | Lotto-Soudal LTS |
| ---------------- | --------------------------- | ---------------- |
| Núm              | Ciclista                    | Pos              |
| 101              | Sébastien Grignard (BEL)    | 107è             |
| 102              | Carlos Barbero Cuesta (ESP) | 38è              |
| 103              | Matthew Holmes (GBR)        | DNF              |
| 104              | Viktor Verschaeve (BEL)     | 89è              |
| 105              | Sylvain Moniquet (BEL)      | 18è              |
| 106              | Harm Vanhoucke (BEL)        | 43è              |
| 107              | Florian Vermeersch (BEL)    | 34è              |

| AG2R Citroën Team ACT | AG2R Citroën Team ACT        | AG2R Citroën Team ACT |
| --------------------- | ---------------------------- | --------------------- |
| Núm                   | Ciclista                     | Pos                   |
| 111                   | Greg Van Avermaet (BEL)      | 13è                   |
| 112                   | Mikaël Cherel (FRA)          | 104è                  |
| 113                   | Benoît Cosnefroy (FRA)       | 1r                    |
| 114                   | Stan Dewulf (BEL)            | 58è                   |
| 115                   | Aurélien Paret-Peintre (FRA) | 63è                   |
| 116                   | Michael Schär (SUI)          | 106è                  |
| 117                   | Clément Venturini (FRA)      | 64è                   |

| Trek-Segafredo TFS | Trek-Segafredo TFS   | Trek-Segafredo TFS |
| ------------------ | -------------------- | ------------------ |
| Núm                | Ciclista             | Pos                |
| 121                | Jasper Stuyven (BEL) | 76è                |
| 122                | Tony Gallopin (FRA)  | DNF                |
| 123                | Alexander Kamp (DEN) | 15è                |
| 124                | Jacopo Mosca (ITA)   | DNF                |
| 125                | Quinn Simmons (USA)  | 77è                |
| 126                | Toms Skujiņš (LAT)   | 14è                |
| 127                | Otto Vergaerde (BEL) | DNF                |

| Movistar Team MOV | Movistar Team MOV             | Movistar Team MOV |
| ----------------- | ----------------------------- | ----------------- |
| Núm               | Ciclista                      | Pos               |
| 131               | Alexander Aranburu Deba (ESP) | 55è               |
| 132               | Jorge Arcas (ESP)             | 73è               |
| 133               | Iván García Cortina (ESP)     | 5è                |
| 134               | Juri Hollmann (GER)           | 90è               |
| 135               | Gorka Izagirre Insausti (ESP) | 75è               |
| 136               | William Barta (USA)           | 118è              |
| 137               | Oier Lazkano López (ESP)      | DNF               |

| Israel-Premier Tech IPT | Israel-Premier Tech IPT | Israel-Premier Tech IPT |
| ----------------------- | ----------------------- | ----------------------- |
| Núm                     | Ciclista                | Pos                     |
| 141                     | Hugo Houle (CAN)        | DNF                     |
| 142                     | Guillaume Boivin (CAN)  | 45è                     |
| 143                     | Simon Clarke (AUS)      | 79è                     |
| 144                     | Jakob Fuglsang (DEN)    | 50è                     |
| 145                     | Krists Neilands (LAT)   | 103è                    |
| 146                     | Giacomo Nizzolo (ITA)   | 25è                     |
| 147                     | Sep Vanmarcke (BEL)     | 30è                     |

| Team DSM DSM | Team DSM DSM               | Team DSM DSM |
| ------------ | -------------------------- | ------------ |
| Núm          | Ciclista                   | Pos          |
| 151          | Romain Bardet (FRA)        | 20è          |
| 152          | Søren Kragh Andersen (DEN) | DNF          |
| 153          | Romain Combaud (FRA)       | 72è          |
| 154          | Nils Eekhoff (NED)         | DNF          |
| 155          | Andreas Leknessund (NOR)   | 62è          |
| 156          | Martijn Tusveld (NED)      | 95è          |
| 157          | Pavel Bittner (CZE)        | 87è          |

| EF Education-EasyPost EFE | EF Education-EasyPost EFE | EF Education-EasyPost EFE |
| ------------------------- | ------------------------- | ------------------------- |
| Núm                       | Ciclista                  | Pos                       |
| 161                       | Magnus Cort Nielsen (DEN) | 91è                       |
| 162                       | Alberto Bettiol (ITA)     | 8è                        |
| 163                       | Simon Carr (GBR)          | 115è                      |
| 164                       | Ruben Guerreiro (POR)     | 17è                       |
| 165                       | Andrea Piccolo (ITA)      | 33è                       |
| 166                       | Neilson Powless (USA)     | 23è                       |
| 167                       | Jens Keukeleire (BEL)     | 84è                       |

| Astana Qazaqstan Team AST | Astana Qazaqstan Team AST | Astana Qazaqstan Team AST |
| ------------------------- | ------------------------- | ------------------------- |
| Núm                       | Ciclista                  | Pos                       |
| 171                       | Joe Dombrowski (USA)      | 100è                      |
| 172                       | Manuele Boaro (ITA)       | DNF                       |
| 173                       | Fabio Felline (ITA)       | 98è                       |
| 174                       | Antonio Nibali (ITA)      | 85è                       |
| 175                       | Cristian Scaroni (ITA)    | 68è                       |
| 176                       | Simone Velasco (ITA)      | 29è                       |
| 177                       | Andrei Zeits (KAZ)        | 31è                       |

| Arkéa-Samsic ARK | Arkéa-Samsic ARK           | Arkéa-Samsic ARK |
| ---------------- | -------------------------- | ---------------- |
| Núm              | Ciclista                   | Pos              |
| 181              | Warren Barguil (FRA)       | 10è              |
| 182              | Winner Anacona Gómez (COL) | 92è              |
| 183              | Benjamin Declercq (BEL)    | 117è             |
| 184              | Matis Louvel (FRA)         | 11è              |
| 185              | Laurent Pichon (FRA)       | 37è              |
| 186              | Alan Riou (FRA)            | 114è             |
| 187              | Louis Barré (FRA)          | 49è              |

| TotalEnergies TEN | TotalEnergies TEN        | TotalEnergies TEN |
| ----------------- | ------------------------ | ----------------- |
| Núm               | Ciclista                 | Pos               |
| 191               | Peter Sagan (SVK) (ruta) | DNF               |
| 192               | Maciej Bodnar (POL)      | DNF               |
| 193               | Fabien Doubey (FRA)      | 59è               |
| 194               | Pierre Latour (FRA)      | 26è               |
| 195               | Daniel Oss (ITA)         | 46è               |
| 196               | Paul Ourselin (FRA)      | 116è              |
| 197               | Anthony Turgis (FRA)     | 36è               |

| Canadà CAN | Canadà CAN          | Canadà CAN |
| ---------- | ------------------- | ---------- |
| Núm        | Ciclista            | Pos        |
| 201        | Pier-André Côté     | 111è       |
| 202        | Nicolas Côté        | DNF        |
| 203        | Thomas Schellenberg | DNF        |
| 204        | Matteo Dal-Cin      | DNF        |
| 205        | Carson Miles        | DNF        |
| 206        | Quentin Cowan       | DNF        |
| 207        | Nicolas Rivard      | DNF        |

| BikeExchange-Jayco BEX | BikeExchange-Jayco BEX | BikeExchange-Jayco BEX |
| ---------------------- | ---------------------- | ---------------------- |
| Núm                    | Ciclista               | Pos                    |
| 1                      | Michael Matthews (AUS) | 2n                     |
| 2                      | Alexandre Balmer (SUI) | 35è                    |
| 3                      | Kevin Colleoni (ITA)   | DNF                    |
| 4                      | Damien Howson (AUS)    | DNF                    |
| 5                      | Tanel Kangert (EST)    | 94è                    |
| 6                      | Jan Maas (NED)         | 60è                    |
| 7                      | Nick Schultz (AUS)     | 52è                    |

| Jumbo-Visma TJV | Jumbo-Visma TJV               | Jumbo-Visma TJV |
| --------------- | ----------------------------- | --------------- |
| Núm             | Ciclista                      | Pos             |
| 11              | Wout van Aert (BEL)           | 4t              |
| 12              | Pascal Eenkhoorn (NED) (ruta) | 109è            |
| 13              | Tobias Foss (NOR)             | 113è            |
| 14              | Christophe Laporte (FRA)      | 39è             |
| 15              | Timo Roosen (NED)             | 97è             |
| 16              | Tosh Van der Sande (BEL)      | 57è             |
| 17              | Nathan Van Hooydonck (BEL)    | 78è             |

| Ineos Grenadiers IGD | Ineos Grenadiers IGD         | Ineos Grenadiers IGD |
| -------------------- | ---------------------------- | -------------------- |
| Núm                  | Ciclista                     | Pos                  |
| 21                   | Geraint Thomas (GBR)         | 101è                 |
| 22                   | Edward Dunbar (IRL)          | DNF                  |
| 23                   | Daniel Martínez Poveda (COL) | 65è                  |
| 24                   | Kim Heiduk (GER)             | DNF                  |
| 25                   | Luke Rowe (GBR)              | DNF                  |
| 26                   | Ben Swift (GBR)              | 119è                 |
| 27                   | Adam Yates (GBR)             | 7è                   |

| UAE Team Emirates UAD | UAE Team Emirates UAD            | UAE Team Emirates UAD |
| --------------------- | -------------------------------- | --------------------- |
| Núm                   | Ciclista                         | Pos                   |
| 31                    | Tadej Pogačar (SLO)              | 24è                   |
| 32                    | George Bennett (NZL)             | 105è                  |
| 33                    | Rui Alberto Faria da Costa (POR) | 102è                  |
| 34                    | Alessandro Covi (ITA)            | 70è                   |
| 35                    | Davide Formolo (ITA)             | 82è                   |
| 36                    | Ryan Gibbons (RSA)               | 56è                   |
| 37                    | Diego Ulissi (ITA)               | 9è                    |

| Bora-Hansgrohe BOH | Bora-Hansgrohe BOH     | Bora-Hansgrohe BOH |
| ------------------ | ---------------------- | ------------------ |
| Núm                | Ciclista               | Pos                |
| 41                 | Patrick Konrad (AUT)   | 40è                |
| 42                 | Giovanni Aleotti (ITA) | 32è                |
| 43                 | Cesare Benedetti (POL) | 81è                |
| 44                 | Patrick Gamper (AUT)   | 112è               |
| 45                 | Ide Schelling (NED)    | 80è                |
| 46                 | Frederik Wandahl (DEN) | 51è                |
| 47                 | Ben Zwiehoff (GER)     | 93è                |

| Intermarché-Wanty-Gobert Matériaux IWG | Intermarché-Wanty-Gobert Matériaux IWG | Intermarché-Wanty-Gobert Matériaux IWG |
| -------------------------------------- | -------------------------------------- | -------------------------------------- |
| Núm                                    | Ciclista                               | Pos                                    |
| 51                                     | Biniam Girmay (ERI)                    | 3r                                     |
| 52                                     | Sven Erik Bystrøm (NOR)                | 28è                                    |
| 53                                     | Théo Delacroix (FRA)                   | 86è                                    |
| 54                                     | Andrea Pasqualon (ITA)                 | 74è                                    |
| 55                                     | Baptiste Planckaert (BEL)              | DNF                                    |
| 56                                     | Loïc Vliegen (BEL)                     | 41è                                    |
| 57                                     | Georg Zimmermann (GER)                 | DNF                                    |

| Bahrain Victorious TBV | Bahrain Victorious TBV              | Bahrain Victorious TBV |
| ---------------------- | ----------------------------------- | ---------------------- |
| Núm                    | Ciclista                            | Pos                    |
| 61                     | Matej Mohorič (SLO)                 | 54è                    |
| 62                     | Peio Bilbao López de Armentia (ESP) | 12è                    |
| 63                     | Damiano Caruso (ITA)                | 96è                    |
| 64                     | Hermann Pernsteiner (AUT)           | 61è                    |
| 65                     | Jonathan Milan (ITA)                | DNF                    |
| 66                     | Jan Tratnik (SLO)                   | 16è                    |
| 67                     | Matevž Govekar (SLO)                | DNF                    |

| Quick-Step Alpha Vinyl QST | Quick-Step Alpha Vinyl QST  | Quick-Step Alpha Vinyl QST |
| -------------------------- | --------------------------- | -------------------------- |
| Núm                        | Ciclista                    | Pos                        |
| 71                         | Andrea Bagioli (ITA)        | 22è                        |
| 72                         | Josef Černý (CZE)           | 108è                       |
| 73                         | Mikkel Frølich Honoré (DEN) | 6è                         |
| 74                         | James Knox (GBR)            | 66è                        |
| 75                         | Mauro Schmid (SUI)          | 19è                        |
| 76                         | Stan Van Tricht (BEL)       | 47è                        |
| 77                         | Mauri Vansevenant (BEL)     | 53è                        |

| Groupama-FDJ GFC | Groupama-FDJ GFC        | Groupama-FDJ GFC |
| ---------------- | ----------------------- | ---------------- |
| Núm              | Ciclista                | Pos              |
| 81               | Antoine Duchesne (CAN)  | 67è              |
| 82               | David Gaudu (FRA)       | 42è              |
| 83               | Mathieu Ladagnous (FRA) | 83è              |
| 84               | Lewis Askey (GBR)       | 44è              |
| 85               | Anthony Roux (FRA)      | 88è              |
| 86               | Michael Storer (AUS)    | 71è              |
| 87               | Attila Valter (HUN)     | 27è              |

| Cofidis COF | Cofidis COF                 | Cofidis COF |
| ----------- | --------------------------- | ----------- |
| Núm         | Ciclista                    | Pos         |
| 91          | Guillaume Martin (FRA)      | 21è         |
| 92          | Ion Izagirre Insausti (ESP) | DNF         |
| 93          | Alexandre Delettre (FRA)    | 48è         |
| 94          | Eddy Finé (FRA)             | 69è         |
| 95          | Wesley Kreder (NED)         | DNF         |
| 96          | André Carvalho (POR)        | 110è        |
| 97          | Hugo Toumire (FRA)          | 99è         |

| Lotto-Soudal LTS | Lotto-Soudal LTS            | Lotto-Soudal LTS |
| ---------------- | --------------------------- | ---------------- |
| Núm              | Ciclista                    | Pos              |
| 101              | Sébastien Grignard (BEL)    | 107è             |
| 102              | Carlos Barbero Cuesta (ESP) | 38è              |
| 103              | Matthew Holmes (GBR)        | DNF              |
| 104              | Viktor Verschaeve (BEL)     | 89è              |
| 105              | Sylvain Moniquet (BEL)      | 18è              |
| 106              | Harm Vanhoucke (BEL)        | 43è              |
| 107              | Florian Vermeersch (BEL)    | 34è              |

| AG2R Citroën Team ACT | AG2R Citroën Team ACT        | AG2R Citroën Team ACT |
| --------------------- | ---------------------------- | --------------------- |
| Núm                   | Ciclista                     | Pos                   |
| 111                   | Greg Van Avermaet (BEL)      | 13è                   |
| 112                   | Mikaël Cherel (FRA)          | 104è                  |
| 113                   | Benoît Cosnefroy (FRA)       | 1r                    |
| 114                   | Stan Dewulf (BEL)            | 58è                   |
| 115                   | Aurélien Paret-Peintre (FRA) | 63è                   |
| 116                   | Michael Schär (SUI)          | 106è                  |
| 117                   | Clément Venturini (FRA)      | 64è                   |

| Trek-Segafredo TFS | Trek-Segafredo TFS   | Trek-Segafredo TFS |
| ------------------ | -------------------- | ------------------ |
| Núm                | Ciclista             | Pos                |
| 121                | Jasper Stuyven (BEL) | 76è                |
| 122                | Tony Gallopin (FRA)  | DNF                |
| 123                | Alexander Kamp (DEN) | 15è                |
| 124                | Jacopo Mosca (ITA)   | DNF                |
| 125                | Quinn Simmons (USA)  | 77è                |
| 126                | Toms Skujiņš (LAT)   | 14è                |
| 127                | Otto Vergaerde (BEL) | DNF                |

| Movistar Team MOV | Movistar Team MOV             | Movistar Team MOV |
| ----------------- | ----------------------------- | ----------------- |
| Núm               | Ciclista                      | Pos               |
| 131               | Alexander Aranburu Deba (ESP) | 55è               |
| 132               | Jorge Arcas (ESP)             | 73è               |
| 133               | Iván García Cortina (ESP)     | 5è                |
| 134               | Juri Hollmann (GER)           | 90è               |
| 135               | Gorka Izagirre Insausti (ESP) | 75è               |
| 136               | William Barta (USA)           | 118è              |
| 137               | Oier Lazkano López (ESP)      | DNF               |

| Israel-Premier Tech IPT | Israel-Premier Tech IPT | Israel-Premier Tech IPT |
| ----------------------- | ----------------------- | ----------------------- |
| Núm                     | Ciclista                | Pos                     |
| 141                     | Hugo Houle (CAN)        | DNF                     |
| 142                     | Guillaume Boivin (CAN)  | 45è                     |
| 143                     | Simon Clarke (AUS)      | 79è                     |
| 144                     | Jakob Fuglsang (DEN)    | 50è                     |
| 145                     | Krists Neilands (LAT)   | 103è                    |
| 146                     | Giacomo Nizzolo (ITA)   | 25è                     |
| 147                     | Sep Vanmarcke (BEL)     | 30è                     |

| Team DSM DSM | Team DSM DSM               | Team DSM DSM |
| ------------ | -------------------------- | ------------ |
| Núm          | Ciclista                   | Pos          |
| 151          | Romain Bardet (FRA)        | 20è          |
| 152          | Søren Kragh Andersen (DEN) | DNF          |
| 153          | Romain Combaud (FRA)       | 72è          |
| 154          | Nils Eekhoff (NED)         | DNF          |
| 155          | Andreas Leknessund (NOR)   | 62è          |
| 156          | Martijn Tusveld (NED)      | 95è          |
| 157          | Pavel Bittner (CZE)        | 87è          |

| EF Education-EasyPost EFE | EF Education-EasyPost EFE | EF Education-EasyPost EFE |
| ------------------------- | ------------------------- | ------------------------- |
| Núm                       | Ciclista                  | Pos                       |
| 161                       | Magnus Cort Nielsen (DEN) | 91è                       |
| 162                       | Alberto Bettiol (ITA)     | 8è                        |
| 163                       | Simon Carr (GBR)          | 115è                      |
| 164                       | Ruben Guerreiro (POR)     | 17è                       |
| 165                       | Andrea Piccolo (ITA)      | 33è                       |
| 166                       | Neilson Powless (USA)     | 23è                       |
| 167                       | Jens Keukeleire (BEL)     | 84è                       |

| Astana Qazaqstan Team AST | Astana Qazaqstan Team AST | Astana Qazaqstan Team AST |
| ------------------------- | ------------------------- | ------------------------- |
| Núm                       | Ciclista                  | Pos                       |
| 171                       | Joe Dombrowski (USA)      | 100è                      |
| 172                       | Manuele Boaro (ITA)       | DNF                       |
| 173                       | Fabio Felline (ITA)       | 98è                       |
| 174                       | Antonio Nibali (ITA)      | 85è                       |
| 175                       | Cristian Scaroni (ITA)    | 68è                       |
| 176                       | Simone Velasco (ITA)      | 29è                       |
| 177                       | Andrei Zeits (KAZ)        | 31è                       |

| Arkéa-Samsic ARK | Arkéa-Samsic ARK           | Arkéa-Samsic ARK |
| ---------------- | -------------------------- | ---------------- |
| Núm              | Ciclista                   | Pos              |
| 181              | Warren Barguil (FRA)       | 10è              |
| 182              | Winner Anacona Gómez (COL) | 92è              |
| 183              | Benjamin Declercq (BEL)    | 117è             |
| 184              | Matis Louvel (FRA)         | 11è              |
| 185              | Laurent Pichon (FRA)       | 37è              |
| 186              | Alan Riou (FRA)            | 114è             |
| 187              | Louis Barré (FRA)          | 49è              |

| TotalEnergies TEN | TotalEnergies TEN        | TotalEnergies TEN |
| ----------------- | ------------------------ | ----------------- |
| Núm               | Ciclista                 | Pos               |
| 191               | Peter Sagan (SVK) (ruta) | DNF               |
| 192               | Maciej Bodnar (POL)      | DNF               |
| 193               | Fabien Doubey (FRA)      | 59è               |
| 194               | Pierre Latour (FRA)      | 26è               |
| 195               | Daniel Oss (ITA)         | 46è               |
| 196               | Paul Ourselin (FRA)      | 116è              |
| 197               | Anthony Turgis (FRA)     | 36è               |

| Canadà CAN | Canadà CAN          | Canadà CAN |
| ---------- | ------------------- | ---------- |
| Núm        | Ciclista            | Pos        |
| 201        | Pier-André Côté     | 111è       |
| 202        | Nicolas Côté        | DNF        |
| 203        | Thomas Schellenberg | DNF        |
| 204        | Matteo Dal-Cin      | DNF        |
| 205        | Carson Miles        | DNF        |
| 206        | Quentin Cowan       | DNF        |
| 207        | Nicolas Rivard      | DNF        |